# Aeropuerto Mandalay Chanmyathazi
El Aeropuerto Mandalay Chanmyathazi (IATA: n/a, ICAO: VYCZ) es el nombre que recibe un aeropuerto nacional en el país asiático de Birmania y que sirvió a la localidad de Mandalay y sus alrededores. Está en gran parte siendo reemplazado por el Aeropuerto Internacional de Mandalay, más grande y moderno.
Ahora Myanmar Airways utiliza este aeropuerto para vuelos domésticos cortos, con los aviones XY- AJK y AJL. Es de propiedad pública y tiene una pista pavimentada designada 01/19 de 6.549 pies o 1996 metros.